# Peter Wackel
Peter Wackel (bürgerlich Steffen Peter Haas; * 4. Januar 1977 in Erlangen) ist ein deutscher Partyschlagersänger und Alleinunterhalter mit regelmäßigen Auftritten in Lokalen und Diskotheken am Ballermann 6 auf Mallorca. Seit 1999 ist er mit seinen Songs in den nationalen Charts vertreten. Für sein musikalisches Repertoire bedient er sich zum Teil bekannter Schlager deutscher Sprache und nimmt sie als Coverversion mit neuem Text auf.

## Werdegang
Peter Wackel, der im fränkischen Bubenreuth aufwuchs, kam bereits während seiner Schulzeit mit Musik in Berührung. Er sang im Schulchor und nahm Gitarren-, Orgel- und Violinenunterricht. Zunächst trat er in seiner fränkischen Heimat als Sänger, Alleinunterhalter und Moderator auf, wo er sich mit seinem regionalen Hit „Vier“ einen Namen machte, bis er 1999 mit dem Lied Party, Palmen, Weiber und 'n Bier auch überregional bekannt wurde. Zu dieser Zeit trat er auch unter dem Namenszusatz „Partynator“ auf. Diese Bezeichnung benutzt er mittlerweile nicht mehr.
Bekanntheit erlangte Wackel ab 1996 insbesondere unter deutschen Urlaubern auf der spanischen Mittelmeerinsel Mallorca mit seinen Ballermannhits. Mittlerweile tritt er dort drei Mal pro Woche in der Diskothek Oberbayern und dem Bierkönig an der Playa de Palma auf. Zahlreiche seiner Stücke stammen vom Duo Xtreme Sound.
In den folgenden Jahren entstanden mit bekannten Produzenten wie Luis Rodriguez und dem Team hinter der Hermes House Band weitere Aufnahmen. 2005 erhielt er einen Plattenvertrag beim Label EMI. In der Folge konnte er fast alle Singles in den deutschen Verkaufscharts platzieren. Sein Hit Joana (Du geile Sau) ist die Partyversion des gleichnamigen Liedes von Roland Kaiser.
Sein Lied Ladioo wurde 2007 zur inoffiziellen Hymne der Handball-WM 2007 in Deutschland.
2008 veröffentlichte Peter Wackel mit dem Titel Manchmal möchte ich schon mit dir ein weiteres Lied von Roland Kaiser als Partysong. Auch bei diesem Lied wirkte der bei einem Unfall 2010 tödlich verletzte Bierkönig-DJ Chriss Tuxi mit. Der Song ist gleichzeitig die erste Single-Auskopplung aus dem neuen Album „Wackel total“. 2009 erschien der Titel Kenn nicht deinen Namen… Besoffen. Auch bei dieser Produktion wirkte Chriss Tuxi wieder mit.
2011 hieß der Sommertitel von Peter Wackel Woochenende und 2012 erschien Alt wie ein Baum, eine Partyversion des gleichnamigen Stücks der Puhdys. Im September 2012 eröffnete Peter Wackel ein Museum mit Fanshop als „Peter Wackels Partywelt“ in Baiersdorf. Im Januar 2013 kam die neue Maxi-CD Erika (komm mit mir nach Amerika) in den Handel, im Mai 2013 erschien der Download von Scheiss drauf! (Mallorca ist nur einmal im Jahr) und am 21. Juni 2013 erschien der Song auch als Maxi-CD. Als B-Seite produzierte Wackel den, von Niklas Hermes geschriebenen, Song „Buneas Noches Mallorca“.
Seit 13. Dezember 2013 gibt es den Song auch als Winterversion Scheiss drauf! (Après-Ski ist einmal im Jahr) und seit Januar 2014 auch als Karneval ist einmal im Jahr. „Scheiss drauf!“ erreichte in den deutschen Charts Platz 39 und wurde dadurch zu Wackels erfolgreichstem Titel. Am 21. März 2014 erschien von DA Music eine Doppel-CD mit dem Titel „Ganz schön Wackelig“. 2020 nahm er zusammen mit Partyschlager-Newcomer Hannes den Song Wenn es nichts zu feiern gibt auf.
Von April bis Oktober jeden Jahres ist Wackel mehrmals wöchentlich im Oberbayern und im Bierkönig auf Mallorca zu Gast. An den Wochenenden ist er auf vielen Veranstaltungen in ganz Deutschland, in Österreich, der Schweiz und in Luxemburg zu sehen.
Steffen Peter Haas ist auch als Unternehmer tätig. Er betreibt ein Partyreisebüro, vermietet Event-Fincas und betreibt eine eigene Landwirtschaft mit Oliven- und Obstbäumen. Die Zitrusfrüchte werden an Fernsehkoch Alexander Herrmann geliefert und die Oliven zu mehreren 100 Litern Olivenöl verarbeitet.

## Diskografie
Alben
- 1999: Jetzt wackelts im Karton
- 2000: Liebe, Sünde, Leidenschaft
- 2001: Wackelkontakt
- 2003: Livealbum
- 2006: Wackel Peter – Das Best of Peter Wackel Album
- 2008: Wackel Total!
- 2009: DVD 11 Jahre Peter Wackel
- 2014: Doppel CD Ganz schön Wackelig"

Singles
- 1997: Vier (nachts stand ich vor ihr)
- 1999: Party, Palmen, Weiber und ’n Bier
- 2001: I’ve Had the Time of My Life (mit Sharon Williams)
- 2002: Bis morgen früh
- 2003: So schmeckt der Sommer
- 2004: Nüchtern bin ich so schüchtern
- 2005: Das Lied über mich (featuring Power Wuschel)
- 2006: Ladioo
- 2006: Ü30
- 2007: Joana (Du geile Sau)
- 2007: Heimweh nach der Insel (featuring Chriss Tuxi)
- 2007: Schwarze Natascha
- 2008: Joana Live@Mallorca Version (featuring Chriss Tuxi)
- 2008: Manchmal möchte ich schon mit dir … (feat. Chriss Tuxi)
- 2009: In den Bergen ist’s am Besten / Auf Mallorca ist's am Besten
- 2009: Fürstenfeld
- 2009: Kenn nicht deinen Namen – scheißegal (Besoffen) (feat. Chriss Tuxi)
- 2009: Eviva Espana
- 2010: Kenn jetzt deinen Namen (Schabracke) (feat. Chriss Tuxi)
- 2010: Es gibt nur ein Gas – Vollgas
- 2010: Elvira ist schwanger
- 2010: Deutschlaaand Deutschlaaand
- 2010: Wir sind schwarz, wir sind weiss
- 2011: Woochenende!
- 2011: Bye bye Belinda
- 2012: Ich kauf mir lieber einen Tirolerhut
- 2012: Bongiorno (feat. Ikke Hüftgold & Lena Nitro)
- 2012: Alt wie ein Baum
- 2012: Heute Nacht geht es ab (mit Klaus & Klaus)
- 2012: Erika (komm mit mir nach Amerika)
- 2013: Scheiss drauf! Mallorca ist nur einmal im Jahr
- 2013: Scheiss drauf! Geburtstag ist nur einmal im Jahr
- 2013: Scheiss drauf! Party ist nur einmal im Jahr
- 2013: Scheiss drauf! Urlaub ist nur einmal im Jahr
- 2013: Bier her
- 2013: Im Bierkönig ists am besten 2013
- 2013: Buenas Noches
- 2013: Scheiss drauf! Bierkönig + Oberbayern Kult Intro
- 2013: Scheiss drauf! Wasen, Wiesn + Oktoberfestversion
- 2013: Hier in Ischgl ist’s am besten
- 2013: Scheiss drauf! Après-Ski ist einmal im Jahr
- 2014: Scheiss drauf! Karneval ist einmal im Jahr
- 2014: Schwarze Natascha (Version 2014)
- 2014: **Heiss drauf! die WM Version
- 2014: Scheiss drauf! Mallorca Sommerversion 2014
- 2014: Die Nummer 1 der Welt sind wir
- 2014: Die Nummer 1 der Welt trinkt Bier
- 2014: Bussi Bussi (bitte bitte)
- 2015: Wackel Winter Mix
- 2015: Wir wollen doch nur feiern
- 2015: Die Nacht von Freitag auf Montag (Original von SDP, DE: Gold)
- 2015: Scheiß Drauf! (...Weihnachten ist einmal im Jahr)
- 2016: Buenas Noches – Partymix
- 2016: Tanze Samba mit mir
- 2016: Endlich wieder Alkohol
- 2016: Zu jung für mich
- 2017: Ich verkaufe meinen Körper (DE: Gold)
- 2017: Die Nacht von Freitag auf Montag (Hüttenmix) (Featuring Wir Sind SPITZE!)
- 2018: I Love Malle
- 2018: I Love Après-Ski
- 2019: Boom Boom
- 2019: Wir sind Top auf'm Mountain
- 2020: Gönnt Euch Lidl
- 2020: Wenn es nichts zu feiern gibt (featuring Hannes)
- 2020: Goodbye (am Arsch)
- 2021: An der Theke (Cover nach der Melodie des Egerländer Liedermarsches Nr. 1)

## Auszeichnungen
- 2006 Goldene Nürnberger Trichter der Nürnberger Trichter Karnevalsgesellschaft e. V. 1909
- Ballermann-Award
  - 2013: in der Kategorie „Bester Partysong“ (Scheiss drauf!)
  - 2013: NTV-Umfrage Sommer-Hit des Jahres